# Laringoespasmo
El laringoespasmo es una contracción muscular incontrolada e involuntaria de las cuerdas vocales. Puede desencadenarse cuando las cuerdas vocales o el área de la tráquea debajo de estas detectan la entrada de agua, mucosidad, sangre u otra sustancia. Puede asociarse con estridor o retracciones.

## Signos y síntomas
Se caracteriza por espasmos involuntarios de los músculos laríngeos. Se asocia a dificultad o incapacidad para respirar o hablar, retracciones, sensación de asfixia, que puede ir seguida de pérdida de conciencia inducida por hipoxia. También puede ir seguida de tos paroxística y en los laringoespasmos parciales se puede escuchar un estridor. Requiere de una identificación rápida para evitar complicaciones posiblemente fatales. Puede presentarse con pérdida de dióxido de carbono al final de la exhalación (para pacientes con ventilación mecánica), retracciones del tórax o del cuello y movimientos paradójicos de la pared torácica.
La afección suele durar menos de 60 segundos, pero en casos de bloqueo parcial puede durar entre 20 y 30 minutos y dificultar la inhalación, mientras que la exhalación sigue siendo más fácil. 

## Causas
Es un reflejo protector primitivo de las vías respiratorias que funciona para proteger contra la aspiración. Sin embargo, puede ser perjudicial si hay un cierre sostenido de la glotis que resulta en un bloqueo de la respiración que dificulta el libre flujo de aire. Puede desencadenarse cuando las cuerdas vocales o el área de la tráquea debajo de las cuerdas vocales detectan la entrada de agua, mucosidad, sangre u otra sustancia. 
Se produce con mayor frecuencia en el posoperatorio después de la extubación endotraqueal o después de un reflujo repentino del contenido gástrico.  Es común en el ahogamiento. Se estima que en el 10% de los casos de ahogamiento como respuesta a la inhalación de agua, la muerte ocurre por asfixia por laringoespasmo sin que haya agua en los pulmones. También es un síntoma de hipoparatiroidismo. A veces puede ocurrir durante el sueño, despertando a la persona afectada. Estas interrupciones episódicas del sueño se han atribuido a una irritación aguda debida al reflujo gastroesofágico. También es un efecto secundario poco probable pero posible de la administración de ketamina, y puede ocurrir en personas con enfermedades neurológicas.
En los niños, la rápida detección y tratamiento son imprescindibles para prevenir complicaciones mortales como paro cardíaco, hipoxia y bradicardia.
Los pacientes con antecedentes de aspiración significativa, asma, exposición a irritantes de las vías respiratorias (humo, polvo, moho, vapores, uso de desflurano), infecciones de las vías respiratorias superiores, anomalías de las vías respiratorias, anestesia ligera y pacientes con depresión aguda de su estado mental pueden tener un mayor riesgo.

## Prevención
Cuando la enfermedad por reflujo gastroesofágico es el desencadenante, el tratamiento de este puede ayudar a controlar el laringoespasmo. Los inhibidores de la bomba de protones, como dexlansoprazol, esomeprazol y lansoprazol, reducen la producción de ácidos estomacales, lo que hace que los líquidos del reflujo sean menos irritantes. Los agentes procinéticos reducen la cantidad de ácido disponible al estimular el movimiento en el tracto digestivo. 
Los pacientes que son propensos a sufrir laringoespasmos durante una enfermedad pueden tomar medidas para prevenir la irritación, como antiácidos, para evitar el reflujo ácido.
En el contexto agudo, se ha demostrado que adoptar una posición erguida de la parte superior del cuerpo acorta los episodios de espasmo. También se recomienda fijar los brazos para estabilizar el cuerpo y ralentizar la respiración.

## Incidencia
La incidencia se ha estimado en aproximadamente el 1% tanto en la población adulta como en la pediátrica. Se sabe que su incidencia es más del triple en niños muy pequeños (desde el nacimiento hasta los 3 meses de edad), aumentando al 10% en aquellos con vías respiratorias reactivas. Otras subpoblaciones con alta incidencia de laringoespasmos incluyen pacientes sometidos a amigdalectomía y adenoidectomía (25%).
Es probable que más del 10% de los ahogamientos impliquen laringoespasmo, pero la evidencia sugiere que no suele ser eficaz para impedir que el agua entre en la tráquea. 

## Tratamiento
La mayoría de los laringoespasmos menores mejoran por sí solos en la mayoría de las personas. 
Es una de las complicaciones intraoperatorias más comunes. Puede ser potencialmente mortal ya que implica el cierre reflejo de los músculos laríngeos y, por lo tanto, da como resultado la incapacidad de ventilar al paciente. El tratamiento requiere limpiar las secreciones de la orofaringe, aplicar presión positiva continua en las vías respiratorias con oxígeno al 100%, seguido de profundización del plano de anestesia con propofol y/o paralización con succinilcolina.